# Брусница
Бруснице (Oxycoccus) представљају подрод рода Vaccinium из породице вресова (Ericaceae). То је група зимзелених патуљастих жбунастих биљака које расту у мочварним подручјима северне хемисфере. Чине је 4 врсте: Vaccinium erythrocarpum, Vaccinium macrocarpon, Vaccinium microcarpum и Vaccinium oxycoccos. Плодови свих врста брусница су јестиви и имају широку примену у прехрамбеној индустрији, те у индустрији лекова. Vaccinium oxycoccos се узгаја у централној и северној Европи, док се Vaccinium macrocarpon гаји широм северних Сједињених Држава, Канаде и Чилеа. У неким методама класификације, Oxycoccus се сматра самосталним родом.
У појединим изворима таксон Oxycoccus се сматра посебним родом Oxycoccus Hill (1756). Латинско име подрода oxycoccos изведено је од грчких речи ὀξύς („кисело”) и κόκκος („бобица”) и у директној је вези са укусом плодова. Досељеници у Нову Енглеску током XVII века ове биљке су често називали и „медвеђим бобицама” (енгл. Bearberries) пошто су зрели плодови били омиљена храна медведа. Амерички домороци су међу првима плодове брусница користили у исхрани. Прву званичну фарму брусница у Северној Америци основао је Хенри Хол 1816, а већ током 1820-их кренуле су и прве испоруке ка Европи. У Сједињеним Државама бруснице се традиционално једу током Божића и Дана захвалности.

## Морфологија
Све врсте брусница су пузајући вечнозелени грмови са гипким гранама дужине од 15 до 30 cm. Коренов систем је јако дугачак, а на корену обитавају гљивице које су повезане са ћелијама корена образујући микоризе (симбиотски облик интеракције између гљива и корења виших биљака). Гљивице из земљишта узимају храњиве материје, разграђују их и даље прослеђују кореновом систему који храни биљку.
Листови су дугуљасти, дужине од 3 до 15 мм, ширине 1−6 мм, и имају јако кратке петељке. Листови су тамнозелене боје на лицу, и пепељасто беле на наличју, и не опадају током зиме. Доњи део листа обложен је воском који штити стоме листа од загушивања мочварном водом.
Цветови се бледо љубичасти до рози, правилни и окренути према тлу. Дршке на којима се развијају цветови су доста дуге, дужине и до 5 cm. На чашици се налазе по 4 чашична листића, латице су повијене уназад. Сваки цвет има по 8 прашника и један тучак. Цвета од маја до јуна (понегде и раније у зависности од климе), а цвет траје по 18 дана.
Формула цвета је следећа: {\displaystyle \mathrm {\ast \;Ca_{(4)}\;Co_{(4)}\;A_{4+4}\;G_{({\overline {4}})}} }
Плод је округла до елипсаста бобица црвене боје. Биљке које расту у мочварним пределима дају крупније плодове и њихове бобице могу имати пречник и до 16 мм. Унутар сваког плода се налази ситно семе које птице преко измета разносе, чиме се врши размножавање биљке. Свака појединачна биљка годишње продукује и по неколико стотина плодова.

## Комерцијална производња
Бруснице се данас комерцијално узгајају у Сједињеним Државама и у Канади. У САД највећи произвођачи су државе Масачусетс, Њу Џерзи, Орегон, Вашингтон и Висконсин (највећи произвођач), а у Канади покрајине Британска Колумбија, Њу Бранзвик, Онтарио, Нова Скоша, Острво Принца Едварда, Њуфаундленд и Кебек. У долини реке Фрејзер у Британској Колумбији налазе се огромне фарме за узгој брусница у којима се произведе око 95% од укупне канадске продукције (засађено је око 1.500 хектара на којима се годишње произведе 17 милиона килограма). Мање количине планташки се узгајају и у јужној Аргентини, Чилеу и Холандији.

## Нутритивна и медицинска својства
| Хемијски састав плода                      | Брусница мочварна | Брусница крупноплодна |
| ------------------------------------------ | ----------------- | --------------------- |
| Глукоза, %                                 | 1,48—2,7          | 1,8—2,76              |
| Фруктоза, %                                | 1,0—2,15          | 1,73—2,69             |
| Сахароза, %                                | 0,04—2,7          | 0,0—1,86              |
| Пектини, %                                 | 0,17—1,41         | 0,4—1,8               |
| Антоцијан, мг/100 г                        | 132—790           | 130—1059              |
| Катехини, мг/100 г                         | 160—579           | 126—612               |
| Флавоноли, мг/100 г                        | 275—578           | 263—705               |
| Хлорогена киселина, мг/100 г               | 72—129            | 77—120                |
| Аскорбинска киселина (витамин C), мг/100 г | 45—77             | 45—77                 |
| Тиамин (витамин B1), мг/100 г              | 0,236—0,64        | 0,236—0,64            |
| Рибофлавин (витамин B2), мг/100 г          | 0,310             | 0,310                 |
| Витамин Б3, мг/100 г                       | 0,01              | 0,01                  |
| Филохинон, %                               | 0,8—1,.0          | 0,8—1,.0              |
| Танини, %                                  | 0,1—0,32          | 0,1—0,32              |

Нутритивно гледано, свежа брусница даје 46 килокалорија на 100 грама плода. Садржи највише воде (87%), затим угљених хидрата (12%), а остатак чине беланчевине и масти (1%). Од минерала, најзаступљенији су калијум, фосфор, калцијум и манган, а има и гвожђа и сасвим мало натријума.
Ово воће не садржи холестерол а веома је оскудно и натријумом. Уместо тога, брусница обилује витамином Ц, флавоноидима и полифенолоидним једињењима које позитивно утичу на здравље.
Брусница је богата антиоксидансима (антоцијанини, кверцетол, селен, витамини А, Ц, Е), па се ово воће препоручује у исхрани. Антиоксиданси су, супстанце које чувају ћелије од оксидативног стреса и погубног утицаја слободних радикала, који у организму настају услед различитих спољашњих утицаја. Ови слободни радикали повећавају шансе за настајање болести срца, тумора и многих других обољења.
Брусница је за срце и крвне судове благотворна због смањивања ризика за добијање болести ових органа, у првом реду снижавањем повишених вредности ЛДЛ холестерола (лош холестерол) и триглицерида у крви, а повећавањем нивоа ХДЛ холестерола (добар холестерол).
Антицијанини из бруснице, који дају овом воћу јаркоцрвену боју, утичу на спречавање оксидативног оштећења код ендотелних ћелија. Здравствени ефекти конзумирања овог воћа овим се не завршавају. Због ниског садржаја натријума (а нешто већег калијума), брусница делује на снижавање крвног притиска. Сок бруснице благотворно делује на проблеме уринарног тракта.

## Врсте
- . (1789) — америчка брусница, брусница крупноплодна; комерцијална врста пореклом из Северне Америке.
- (1753) — евроазијска врста, расте на тресавама.
- (1871) — евроазијска врста, плодови су малобројни и ситни, економски неисплатива за узгој.
- . (1803) — позната и као јужнопланинска брусница и медвеђа бобица, карактеристична за источну Азију и југоисток САД.

## Истраживања

### Инфекције мокраћних путева
Један свеобухватан преглед доступних истраживања из 2012. године закључио је да нема доказа да су сок од бруснице или екстракт бруснице у облику таблета или капсула ефикасни у превенцији инфекција уринарног тракта (УТИ). Европска агенција за безбедност хране прегледала је доказе за једну марку екстракта бруснице и закључила да није установљена узрочно-последична веза између конзумирања бруснице и смањеног ризика од УТИ.
Један систематски преглед из 2017. године показао је да конзумирање производа од бруснице смањује учесталост УТИ код жена са рекурентним инфекцијама. Други преглед мале клиничке студије показао је да конзумирање производа од бруснице може смањити ризик од УТИ за 26% код иначе здравих жена, иако су аутори указали да су потребне веће студије да би се потврдио такав ефекат.
Један систематски преглед из 2021. године открио је да нема довољно доказа за или против употребе производа од бруснице за лечење акутног УТИ.
Када се испита квалитет мета-анализе о ефикасности конзумирања производа од бруснице за превенцију или лечење УТИ, уочавају се велике варијације и неизвесност ефекта, као резултат недоследности дизајна клиничког истраживања и неадекватног броја испитаника.

### Фитохемикалије
Сирове бруснице, сок од бруснице и екстракти бруснице су извор полифенола – укључујући проантоцијанидине, флавоноле и кверцетин. Ова фитокемијска једињења се проучавају ин виво и ин витро ради могућих ефеката на кардиоваскуларни систем, имунски систем и рак. Међутим, нема потврде из студија на људима да конзумирање полифенола бруснице има користи против рака, имунитета или кардиоваскуларног система. Потенцијал је ограничен слабом апсорпцијом и брзим излучивањем.